# WWE 2K16
WWE 2K16 е третата игра от поредицата WWE 2K. Официално е обявено, че играта излиза първо в Северна Америка на 27 октомври, а след 3 дни излиза в Европа (за PS3 и Xbox360). Корицата включва легендарния Ледения Стив Остин.